# رالف لپ
رالف لپ (انگلیسی: Ralph Lapp؛ زاده ۲۴ اوت ۱۹۱۷ درگذشته ۷ سپتامبر ۲۰۰۴) یک فیزیک‌دان بود.